# 普雷斯頓鎮區 (密蘇里州賈斯珀縣)
普雷斯頓鎮區（英語：Preston Township）是位於美國密蘇里州賈斯珀縣的一個行政鎮區。

## 地方資料
普雷斯頓鎮區的面積為106.67平方千米，當中陸地面積為106.17平方千米，而水域面積為0.50平方千米。根據2020年美國人口普查的數據，當地共有人口1313人，而人口密度為每平方千米12.31人。